# Di tích Lịch sử của Nara cổ
Di tích Lịch sử của Nara cổ là một Di sản thế giới của UNESCO bao gồm 8 công trình ở cố đô Nara, tỉnh Nara, Nhật Bản. Trong số này có năm công trình là chùa Phật giáo, một đền thờ Thần đạo (Shintō), một cung điện và một khu rừng nguyên sinh. Quần thể bao gồm 26 tòa nhà được Chính phú Nhật Bản chỉ định như là Quốc bảo của Nhật Bản và 53 tòa nhà được chỉ định là Tài sản Văn hóa Quan trọng của Nhật Bản. Tất cả đều được công nhận là Di tích quốc gia của Nhật Bản. Cung điện Nara được chỉ định là Di tích Lịch sử đặc biệt, còn Rừng nguyên sinh Kasugayama là Di tích tự nhiên đặc biệt. Các công trình khác đáng chú ý bao gồm Tōdai-ji, chùa Kofuku-ji cùng các công trình nằm tại Rừng nguyên sinh Kasugayama và Công viên Nara, một công viên được Bộ Giáo dục, Văn hóa, Thể thao, Khoa học và Công nghệ (MEXT) chỉ định là một Danh lam thắng cảnh. Năm 1998, UNESCO liệt kê các công trình lịch sử của Nara cổ là Di sản văn hóa của nhân loại.

## Danh sách
| Tên                                                                                            | Thể loại                        | Vị trí                                                                           | Hình ảnh |
| ---------------------------------------------------------------------------------------------- | ------------------------------- | -------------------------------------------------------------------------------- | -------- |
| Tōdai-ji (東大寺 (Đông Đại tự) Tōdai-ji)                                                       | Đền thờ Phật giáo Kegon         | Zōshichō, Suimonchō, etc. 34°41′21″B 135°50′23″Đ / 34,68917°B 135,83972°Đ        |          |
| Kōfuku-ji (興福寺 (Hưng Phúc tự) Kōfuku-ji)                                                    | Đền thờ Phật giáo Hossō         | Noboriōjichō, Takabatakechō 34°41′B 135°50′Đ / 34,683°B 135,833°Đ                |          |
| Đền thờ Kasuga (春日大社 (Xuân Nhật đại xã) Kasuga-taisha)                                     | Đền thờ Thần đạo                | Kasuganochō 34°40′53″B 135°50′54″Đ / 34,68139°B 135,84833°Đ                      |          |
| Gangō-ji (元興寺 (Nguyên Hưng tự))                                                             | Đền thờ Phật giáo Shingon-Ritsu | Chūinchō, Nakanochinyachō, etc. 34°40′41″B 135°49′52″Đ / 34,67806°B 135,83111°Đ  |          |
| Yakushi-ji (薬師寺 (Dược Sư tự))                                                               | Đền thờ Phật giáo Hossō         | Nishinokyōchō 34°40′6,08″B 135°47′3,52″Đ / 34,66667°B 135,78333°Đ                |          |
| Tōshōdai-ji (唐招提寺 (Đường Chiêu Đề tự))                                                     | Đền thờ Phật giáo Ritsu         | Gojōchō, Amagatsujiminamichō 34°40′32,11″B 135°47′5,4″Đ / 34,66667°B 135,78333°Đ |          |
| Địa điểm Cung điên Nara － Cung điện Heijō (平城宮 (Bình Thành cung) Heijō-kyū)                | Cung điện Hoàng gia             | Sakichō, Hokkejichō,.v..v. 34°41′28″B 135°47′44″Đ / 34,69111°B 135,79556°Đ       |          |
| Rừng nguyên sinh Kasugayama (春日山原始林 (Xuân Nhật Sơn nguyên thủy lâm) Kasugayamagenshirin) | Rừng nguyên sinh                | Kasuganochō, Zōshichō.v..v.. 34°40′59,75″B 135°51′39,33″Đ / 34,66667°B 135,85°Đ  |          |